# Карла Гомолка
Карла Лінн Гомолка (англ. Karla Leanne Homolka), також відома як Карла Лінн Тіл (англ. Karla Leanne Teale) та Leanne Bordelais (*4 травня 1970, Порт-Кредит, Онтаріо, Канада) — канадська серійна вбивця. Привернула увагу ЗМІ після угоди про визнання провини в зґвалтуванні і вбивстві двох підліток Леслі Махаффі (Leslie Mahaffy) і Крістен Френч (Kristen French), а також у зґвалтуванні своєї молодшої сестри Теммі.
Карла та її співучасник, чоловік Пол Бернандо, були заарештовані в 1993 році. У 1995 році Бернандо був визнаний винним у вбивстві двох підліток і отримав максимально можливу міру покарання у Канаді — життєве ув'язнення. Гомолка повідомила слідчим, що її чоловік неодноразово застосовував до неї насильство і її співучасть у злочинах була вимушеною. В результаті була укладена угода з прокуратурою на пом'якшення вироку до 12 років тюремного ув'язнення в обмін на добровільне визнання провини в ненавмисних вбивствах.
Після виявлення дослідженням відеозаписів злочинів, на яких Гомолка виглядала активнішою учасницею злочинів, ніж свідчила, угода про визнання провини отримала в канадській пресі назву «Угода з дияволом». Громадськість була обурена настільки, що ледь встигла охолонути, коли у 2005 році Гомолка вийшла на свободу.
Карла Гомолка жила в провінції Квебек до 2007 року, а потім переїхала на Антильські острови з новим партнером і дитиною, змінивши ім'я на Лінн Тілл (Leanne Teale).

## Біографія
Карла була старшою з трьох дочок в сім'ї Карела і Дороті Гомолка. Її сестер звали Лорі (нар. 1971) і Теммі (1975—1990).
Карла вчилася в школі сера Уїнстона Черчилля (Sir Winston Churchill Secondary School) і неповний робочий день працювала в зоомагазині в торговому центрі неподалік. У Карли були найрізноманітніші захоплення: вона займалася гімнастикою, виступала в шкільному мюзик-холі і навіть організувала для подруг «Ексклюзивний діамантовий клуб», членкині якого готувалися до розкішного життя в ролі дружин процвітаючих бізнесменів. Правда, були у неї і інші, таємні хобі — цікавилася сатанізмом, вживала наркотики, і, як сама зізналася, мріяла про садистські оргії. Після коледжу влаштувалася працювати у ветеринарну клініку — присипляти тварин.
На конвенції в Торонто Гомолка познайомилася з 23-річним Полом Бернардо (Paul Bernando), через кілька місяців, 24 грудня 1987 року, Бернардо зробив їй пропозицію.

## Злочини

### Теммі
Влітку 1990 року пара скоїла перший злочин. Пол регулярно третирував Карлу за те, що на момент їхньої зустрічі вона вже не була незайманою. Він переконав її, що вона повинна розплатитися за це цнотою своєї молодшої сестри — 15-річної Теммі. 24 грудня 1990, за два тижні до 16-го дня народження Теммі, Карла підсипала сестрі галотан — анестетик, вкрадений з ветеринарної клініки, де працювала. Коли Теммі знепритомніла, а Пол її зґвалтував її в присутності Карли. Незабаром у Теммі почалось блювання, і вона почала захлинатися. Карла намагалася врятувати сестру, але її медичних знань не вистачило, і дівчина померла. Пізніше смерть була списана на нещасний випадок..

### Леслі Махаффі
15 червня 1991, за два тижні до весілля, Пол Бернардо побачив Леслі Махаффі, яка стояла біля дверей свого будинку в Берлінгтон. Леслі сказала батькам, що з'їздить попрощатися з загиблим в автомобільній аварії другом і буде вдома до 23:00. Бернардо силою посадив її в машину і відвіз до себе додому за 53 км, де він і Гомолка тримали дівчину в заручниках 24 години, неодноразово ґвалтуючи її. Вони зняли процес на відеокамеру, зокрема сцену, де Гомолка позувала в різноманітних уборах, перш ніж почали ґвалтувати Леслі. Зрештою вони вбили її. Вони поклали тіло в підвалі, а Пол розчленував тіло циркулярною пилкою, залив шматки цемент ним розчином і скинув у озеро Гібсон . Пізніше труп Леслі Махаффі був знайдений місцевими жителями.
Пізніше Гомолка стверджувала, що Бернардо задушив Махаффі електричним шнуром. Бернардо ж заявив, що вона померла, коли його не було в кімнаті, і що Гомолка вбила Махаффі передозуванням хальціоном.

### Крістен Френч
16 квітня 1992 року Гомолка і Бернардо прибули до церкви Сент-Катарінес і заговорили з Крістен Френч. Гомолка вийшла з автомобіля з картою, удаючи, що вони з чоловіком заблукали, і попросила допомоги у Френч. Після цього Бернардо, погрожуючи ножем, затягнув дівчину в машину. Кілька свідків події не розуміли, що відбувається.
Гомолка і Бернардо привезли Френч у порт Далхаузі, де три дні мучили, били і ґвалтували її. Пізніше Бернардо стверджував, що Гомолка стукнула Френч дерев'яним молотком, коли та спробувала втекти, а після обмотала петлю навколо її шиї і прикріпила до скрині.

## Суд
27 грудня 1992 року Бернардо побив Гомолку ліхтарем. Він завдавав ударів по її голові, обличчю, а також по кінцівках. Сама Гомолка пояснила тоді свої травми автомобільною аварією і вже 4 січня 1993 року повернулася на роботу. Її колеги, не повіривши у версію, подзвонили її батькам, які наступного дня забрали Гомолку з дому і відвезли в лікарню, де травми були задокументовані. Гомолка подала заяву про побиття чоловіком до Регіональної поліцейської служби Ніагари. Бернардо заарештували, але пізніше звільнили під підписку про невиїзд. Пол зробив спробу вчинити самогубство, але друг, знайшовши його передсмертну записку, запобіг спробі. Гомолка ж після цього судового процесу переїхала до родичів у Брамптон.
До грудня 1992 року у поліцейських вже було кілька доносів на Пола Бернардо і навіть зразки його ДНК, взяті в ході розслідування злочинів ґвалтівника зі Скарборо, але дослідження зразків затягувалося, а доноси залишали без уваги. Однак побиття Гомолка чоловіком підштовхнуло до розслідування їхнього особистого життя. Слідчі виявили, що ДНК Пола Бернардо збігається з ДНК розшукуваного сексуального маніяка. У будинку подружжя провели обшук, в ході якого були виявлені відеокасети із записами сцен зґвалтування.
Були виявлені вагомі докази вини у злочинах не тільки Бернандо, а й Гомолка. Ій було запропоновано свідчити проти Бернардо в обмін на 12-річний тюремний термін. Інтереси Гомолка в суді захищав Джордж Вокер, вдячний їй за те, що вона доглядала за його хворою собакою. Він переконав обвинувачення піти на угоду, щоб отримати повну картину злочинів, а присяжних у тому, що Гомолка була жертвою чоловіка-садиста. Суд виніс рішення на користь Гомолка, угода була укладена. Пізніше поліцейські виявили нові касети, на яких Гомолка поводилася вже не як жертва, але як повноцінна співучасниця злочину.

## Життя після в'язниці
У липні 2005 року ЗМІ повідомили, що Карла Гомолка переїхала на острів Монреаль.
30 листопада 2005 роки Вищий суд провінції Квебек в особі судді Джеймса Брантона зняв всі обмеження, накладені на Гомолка, оголосивши про недостатність підстав для їхнього продовження.
6 грудня 2005 року Апеляційний суд Квебека підтримав рішення Брантона. Департамент юстиції Квебека вирішив в результаті не передавати справу до Верховного суду, незважаючи на заклики Онтаріо.
У 2012 році журналістка Пола Тодд повідомила, що Гомолка на даний момент проживає у Гваделупі під ім'ям Leanne Bordelais, з чоловіком і трьома дітьми.
Починаючи з жовтня 2011 року хтось намагався вносити зміни в вікістаттю про Карлу Гомолку, намагаючись видати її за дружину Луки Маньотти, в той час як у статті йдеться про те, що її чоловіком є Тьєррі Бордеаліс (Thierry Bordelais). Потім стаття не редагувалася до лютого 2012 року, коли туди знову хтось став вставляти ту ж інформацію — про те, що Лука Маньотта є її чоловіком. Аналогічні спроби внесення цієї інформації були 4-го, 5-го і 30 березня 2012 року від імені різних користувачів.